# Добромільський Петро Петрович
Петро Петрович Добромільський (нар. 9 травня 1979, с. Білки, Хустський район, Закарпатська область) — український політичний діяч, Голова Державної служби України у справах дітей.

## Життєпис
Народився 9 травня 1979 року в селі Білки, Хустського району, Закарпатської області.
З 2005 по 2021 рік працював на керівних посадах в Іршавській РДА, був депутатом Іршавської районної ради V і VI скликань.
У 2015 році був обраний депутатом Закарпатської обласної ради VII, а згодом і VIII скликання.
З травня 2021 року був призначений заступником голови Закарпатської ОДА. Курував напрямки соціального захисту, пенсійного забезпечення, сімейної політики, протидії торгівлі людьми, міграції населення та архівної справ.
19 листопада 2021 року Указом Президента України призначений тимчасово виконуючим обов'язки Голови Закарпатської ОДА.
10 грудня 2021 року увільнений від тимчасового виконання обов'язків голови Закарпатської обласної державної адміністрації.
З 8 березня 2024 року призначений Головою Державної служби України у справах дітей.

### Декларація
- Добромільський П.П. [Архівовано 19 листопада 2021 у Wayback Machine.]// Е-декларація, 2019